# Robert Hammond
Robert Hammond, född den 6 maj 1981 i Townsville, Australien, är en australisk landhockeyspelare.
Han tog OS-guld i herrarnas landhockeyturnering i samband med de olympiska landhockeytävlingarna 2004 i Aten.
Han tog därefter OS-brons i samma gren i samband med de olympiska landhockeytävlingarna 2008 i Peking.